# Guerra gotica (402-403)
La guerra gotica del 402-403 fu combattuta tra l'Impero romano d'Occidente e i Visigoti di Alarico I.
Nel 395 i Visigoti, insediati all'interno dell'Impero (più precisamente nell'Illirico orientale) come Foederati (alleati) di Roma fin dal 382, si rivoltarono eleggendo come loro re Alarico I e devastando la Grecia e la Tracia: il loro intento era ottenere condizioni di insediamento all'interno dell'Impero ancora più favorevoli di quelle ottenute nel 382. Dopo aver devastato l'Illirico Orientale, nel 397 Alarico e i Visigoti firmarono un nuovo foedus con l'Impero d'Oriente: i Visigoti ottennero nuove terre da coltivare e Alarico divenne magister militum per Illyricum.
Dopo aver rafforzato il suo esercito con armi più moderne prese dagli arsenali romani della diocesi di Dacia, Alarico nel 401 decise di abbandonare le province orientali e invadere invece quelle della pars occidentis. Il motivo per cui prese questa decisione era il cambiamento della situazione politica nell'Impero d'Oriente: in seguito alla presa al potere del partito antibarbarico, avvenuta nel 400, la corte romano-orientale non era più disposta ad accettare il trattato stretto da Eutropio con i Visigoti di Alarico, e lo considerò non più valido.
Nel 401, pertanto, Alarico invase l'Italia, nel tentativo di costringere l'Imperatore d'Occidente Onorio a concedere ai Visigoti un insediamento permanente all'interno della parte occidentale. Sconfitto dal generale Stilicone, reggente di Onorio, dapprima a Pollenzo (402) e poi a Verona (403), negoziò un trattato con Stilicone in cui gli veniva imposto il ritiro dalla penisola: in cambio ad Alarico e ai suoi Visigoti fu concesso di stabilirsi in Dalmazia e in Pannonia in cambio del loro impegno ad assistere Stilicone nel suo tentativo di sottrarre all'Impero d'Oriente l'Illirico orientale.
L'Imperatore festeggiò la vittoria sui Goti con un'entrata trionfale a Roma, dopodiché decise di spostare la capitale a Ravenna, strategicamente più difendibile di Milano (402). Nel 404 ritornò di nuovo a Roma per celebrare un altro trionfo. La visita dell'Imperatore a Roma venne accolta con entusiasmo, anche dal poeta Claudio Claudiano che aveva già scritto un poema sulla vittoria dei Romani a Pollentia. Successivamente scrisse anche un poema celebrativo sulla vittoria di Verona.
Comunque sia, nonostante la bravura di Stilicone, la parte occidentale dell'Impero romano, nonostante fosse più strategicamente difendibile della parte orientale, era in netta crisi: nel 405 le orde barbariche di Radagaiso invasero di nuovo l'Impero e anche se Stilicone riuscì a sconfiggerli non riuscì a fermare l'irruzione (avvenuta il 31 dicembre 406) di molte popolazioni barbariche nella Gallia, che in breve tempo devastarono intere parti di paese, per poi occupare permanentemente gran parte della Spagna (409). A peggiorare la situazione vi furono rivolte e nomine di usurpatori nelle Gallie e in Britannia e una nuova invasione dell'Impero da parte di Alarico I.
Questi fu di nuovo spinto al ritiro da Stilicone tramite pagamento di un tributo, ma la politica di compromesso adottata dal generale con i Goti non fu gradita dalla corte che accusò il generale di tradimento condannandolo alla pena capitale. Senza più Stilicone a contrastarlo, Alarico espugnò Roma e la saccheggiò nel 410. La parte occidentale dell'Impero era ormai in crisi e nel 476 crollò definitivamente.

## Contesto storico

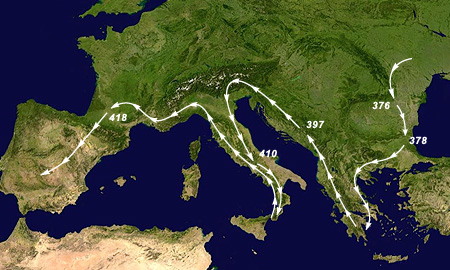
Migrazione principale dei Visigoti

All'inizio del 395 (o forse già verso la fine del 394, come suppone la Cesa) i Visigoti, insediati all'interno dell'Impero (più precisamente nell'Illirico orientale) come Foederati (alleati) di Roma fin dal 382, si rivoltarono eleggendo come loro re Alarico I e devastando la Grecia e la Tracia. Secondo Giordane i motivi della rivolta sarebbero da ricercare nel fatto che i figli di Teodosio I e nuovi Imperatori, Arcadio e Onorio, avessero interrotto i sussidi e i doni che inviavano ai loro alleati Goti per i loro servigi. La Cesa, invece, ritiene inattendibile Giordane e, in base alla sua tesi che la rivolta dei Goti sarebbe cominciata già alla fine del 394, ritiene che i doni ai Goti furono sospesi in conseguenza della loro rivolta. In effetti, secondo la storiografia moderna, i Goti avevano già sufficienti motivazioni per rivoltarsi anche senza la sospensione dei doni: le incursioni unne in Tracia, che avvennero tra la fine del 394 e gli inizi del 395 e che colpirono soprattutto le famiglie di Goti insediate in quella regione, nonché le pesanti perdite subite nella battaglia del Frigido dai foederati goti al servizio dell'Impero, causarono verosimilmente un crescente risentimento dei Goti nei confronti dell'Impero.
I foederati Goti, dopo aver perso 10 000 dei loro soldati combattendo al servizio dell'Impero nella battaglia del Frigido, probabilmente temettero che i Romani intendessero indebolirli facendoli combattere in prima linea per loro conto, per poi approfittare delle pesanti perdite subite dai Goti per sottometterli e togliere loro ogni autonomia all'interno dell'Impero. Inoltre, anche i contadini goti in Tracia, attaccati dagli Unni proprio mentre i loro guerrieri erano in Occidente a combattere per l'Imperatore Teodosio contro l'usurpatore Eugenio, dovettero nutrire un sempre più crescente risentimento per l'Impero, che li aveva lasciati indifesi dalle incursioni unne. I Visigoti, volendo quindi mettere al sicuro la loro autonomia all'interno dell'Impero (garantita dallo status di Foederati), decisero di rivoltarsi eleggendo come loro capo e re Alarico I, che secondo Giordane discendeva dalla famiglia dei Balti.
Nel frattempo, spentosi Teodosio in Italia il 17 gennaio 395, Stilicone divenne reggente dell'Impero d'Occidente e, avendo a disposizione l'intero esercito romano, sia di Occidente che di Oriente, tenne per sé i soldati più prodi e coraggiosi, e fece ritornare in Oriente quelli che riteneva più deboli. Stilicone rivendicò di essere stato nominato custode di entrambi i figli di Teodosio, e questo incrinò di fatto i suoi rapporti con i primi ministri di Arcadio, che non intendevano cedere a Stilicone la reggenza sull'Imperatore d'Oriente, perché ciò avrebbe implicato per loro la perdita del potere acquisito fino a quel momento. Non a caso, quando Rufino, reggente e tutore di Arcadio, venne a conoscenza della pretesa di Stilicone di essere stato nominato da Teodosio reggente anche di Arcadio, sentendosi minacciato, cercò in tutti i modi di impedire una spedizione di Stilicone in Oriente, perché temeva che sarebbe stata volta a rimuoverlo.
Nel frattempo, però, l'Impero d'Oriente fu invaso sia dagli Unni che dai Foederati Goti in rivolta. Diverse fonti (come Zosimo, Claudiano e Socrate Scolastico) accusano Rufino di aver sobillato i Barbari - gli Unni e i Goti di Alarico - ad invadere l'Impero, con il movente di approfittare dell'indebolimento conseguente dello stato per detronizzare Arcadio e usurpare la porpora, come sembra suggerire anche il seguente passo di Zosimo:
(Zosimo, Storia Nuova, V,7.)
Anche Claudiano, nel suo libello contro Rufino (In Rufinum), raffigura Rufino come estremamente soddisfatto delle devastazioni apportate dai Goti di Alarico, prossimi ad assediare addirittura la stessa Costantinopoli, e porta come prova del presunto tradimento di Rufino il fatto che Alarico avesse "casualmente" evitato di saccheggiare proprio i possedimenti terrieri di Rufino durante la sua marcia verso Costantinopoli e il fatto che Rufino si recò all'accampamento di Alarico per negoziare un accordo con lui proprio travestito da goto, come a confermare una collusione con i Goti. È però possibile che queste voci di tradimento fossero false: secondo JB Bury, che non crede al tradimento di Rufino, «Alarico potrebbe aver voluto, non attirare sospetti sul Prefetto, quanto piuttosto farselo amico e ottenere condizioni più favorevoli». Tuttavia, anche altre fonti, come Zosimo, Marcellino, Socrate e Sozomeno riportano la notizia del tradimento di Rufino, il che ha portato un altro studioso, Hodgkin, a concludere che «ci sono troppe testimonianze per consentirci di smentirle [le accuse] come una mera invenzione dei suoi [di Rufino] nemici». Si narra che Rufino si recò presso l'accampamento gotico, vestito come un goto, e con la diplomazia avesse spinto Alarico ad abbandonare i dintorni della Capitale e dirigersi più ad Occidente. Zosimo a proposito scrive:
(Zosimo, Storia Nuova, V,5.)
Zosimo accusa inoltre Rufino di aver ordinato al proconsole dell'Acaia, Antioco, e al comandante della guarnigione delle Termopili, Geronzio, di non opporre resistenza all'invasione di Alarico della Grecia e anzi appoggiarlo. Secondo Hodgkin, «circondato da così tanti pericoli, sembra che Rufino avesse concepito l'idea disperata di mettere un barbaro contro l'altro, di salvarsi dal vandalo Stilicone per mezzo di Alarico il goto». È possibile, quindi, che abbia dirottato le orde di Alarico verso la Grecia proprio per ostacolare una probabile spedizione di Stilicone in quei territori, di giurisdizione dell'Impero d'Oriente ma rivendicati dall'Impero d'Occidente; è possibile anche che Rufino avesse raggiunto un accordo con Alarico promettendogli la carica di magister militum nel caso fosse riuscito a ostacolare le mire di Stilicone. Non è da escludere che il "tradimento" di Rufino tramandato dalle fonti ostili e di parte possa essere consistito semplicemente in questo accordo con Alarico che lo dirottò nei territori rivendicati da Stilicone, ma è improbabile che Rufino avesse appoggiato il capo dei Goti fin dall'inizio, esultando addirittura - come insinua Claudiano, prevenuto nei suoi confronti in quanto avversario politico di Stilicone e quindi particolarmente propenso alla sua diffamazione - alla notizia delle loro devastazioni. La Cesa, invece, non è d'accordo sulla tesi che Rufino avrebbe raggiunto un accordo segreto con Alarico, sobillandolo ad invadere la Grecia, facendo notare che è basata sul resoconto confuso e ingarbugliato di Zosimo, che deve essere usato con cautela; la studiosa sostiene invece che l'accordo raggiunto tra Rufino e Alarico consistette esclusivamente in un riscatto, e nega che già in questo frangente Rufino avesse già concesso ad Alarico la carica di magister militum e ai Goti le nuove terre di insediamento.
Secondo l'ordine cronologico seguito da gran parte della storiografia moderna, i Goti di Alarico, essendosi rivoltati e sfruttando forse il presunto tradimento di Rufino insinuato da alcune fonti, marciarono dalla Tracia fino in Macedonia e in Tessaglia, devastandole. Socrate Scolastico riferisce di uno scontro proprio in Tessaglia, alle foci del fiume Peneo, in prossimità di un passo per il monte Pindo che conduceva a Nicopoli in Epiro, tra Alarico e i Tessali, in cui questi ultimi uccisero all'incirca 3 000 soldati goti. Questo episodio è tuttavia di incerta collocazione cronologica, e può essere datato anche al 397, durante la marcia dei Goti dal Peloponneso all'Epiro. Nella primavera del 395, tuttavia, intervennero in soccorso dell'Impero d'Oriente le armate di Stilicone, che lasciò l'Italia portando con sé nell'Illirico le truppe occidentali ed orientali a propria disposizione con il pretesto di liberare i Balcani dai saccheggi di Alarico. Secondo JB Bury e le fonti antiche, in realtà un altro motivo politico spinse Stilicone a muoversi in Oriente: nel 379, l'Imperatore d'Occidente Graziano aveva ceduto all'Impero d'Oriente le diocesi di Macedonia e Dacia, e Stilicone esigeva la restituzione da parte della pars orientis di quelle due diocesi all'Occidente romano, sostenendo che queste fossero state le ultime volontà di Teodosio. Probabilmente Stilicone intendeva riguadagnare il controllo dell'Illirico orientale perché necessitava di soldati per fronteggiare le minacce esterne ed era conscio che l'Illirico aveva da sempre fornito all'Impero ottimi soldati. Altri studiosi tuttavia negano che già nel 395 Stilicone rivendicasse l'Illirico Orientale per l'Occidente romano, ritenendo che Stilicone all'epoca rivendicasse esclusivamente la reggenza dell'Imperatore Arcadio, sulla base della sua asserzione che Teodosio lo avesse nominato reggente di entrambi gli imperatori.
Secondo i panegirici di Claudio Claudiano, che tende ad esagerare i successi di Stilicone, «Stilicone aveva appena attraversato le Alpi quando alla notizia del suo arrivo le orde barbariche cominciarono a restringere i loro saccheggi e per il timore del suo avvicinarsi si riunirono alla pianura e si chiusero nei loro pascoli dentro un anello difensivo», dove, a dire di Claudiano, «costruirono una inespugnabile fortificazione con un doppio fossato» e «piazzarono i loro carri [...] come se formassero delle mura». A questo punto, secondo Claudiano, il panico colse anche Rufino, quando seppe dell'avvicinarsi di Stilicone, suo nemico politico. Rufino, temendo che Stilicone, con il pretesto di liberare l'Illirico dai Goti di Alarico, intendesse invece marciare a Costantinopoli per deporlo e sostituirsi a lui nella reggenza dell'Imperatore d'Oriente, si recò da Arcadio e cercò di convincerlo a scrivere a Stilicone per indurlo a tornare in Italia: secondo i panegirici di Claudiano, Rufino disse ad Arcadio che Stilicone, che, in qualità di reggente di Onorio, aveva già sotto il suo controllo Italia, Gallia, Spagna, Britannia ed Africa, minacciava di impadronirsi anche del controllo dell'Oriente, e lo convinse a scrivergli, ordinandogli di «lasciare l'Illiria, rispedire in Oriente le sue truppe orientali, dividere gli ostaggi in modo equo tra i due fratelli». Nel frattempo Stilicone stava preparandosi alla battaglia con Alarico, disponendo nell'ala sinistra le truppe armene, nell'ala destra quelle galliche.

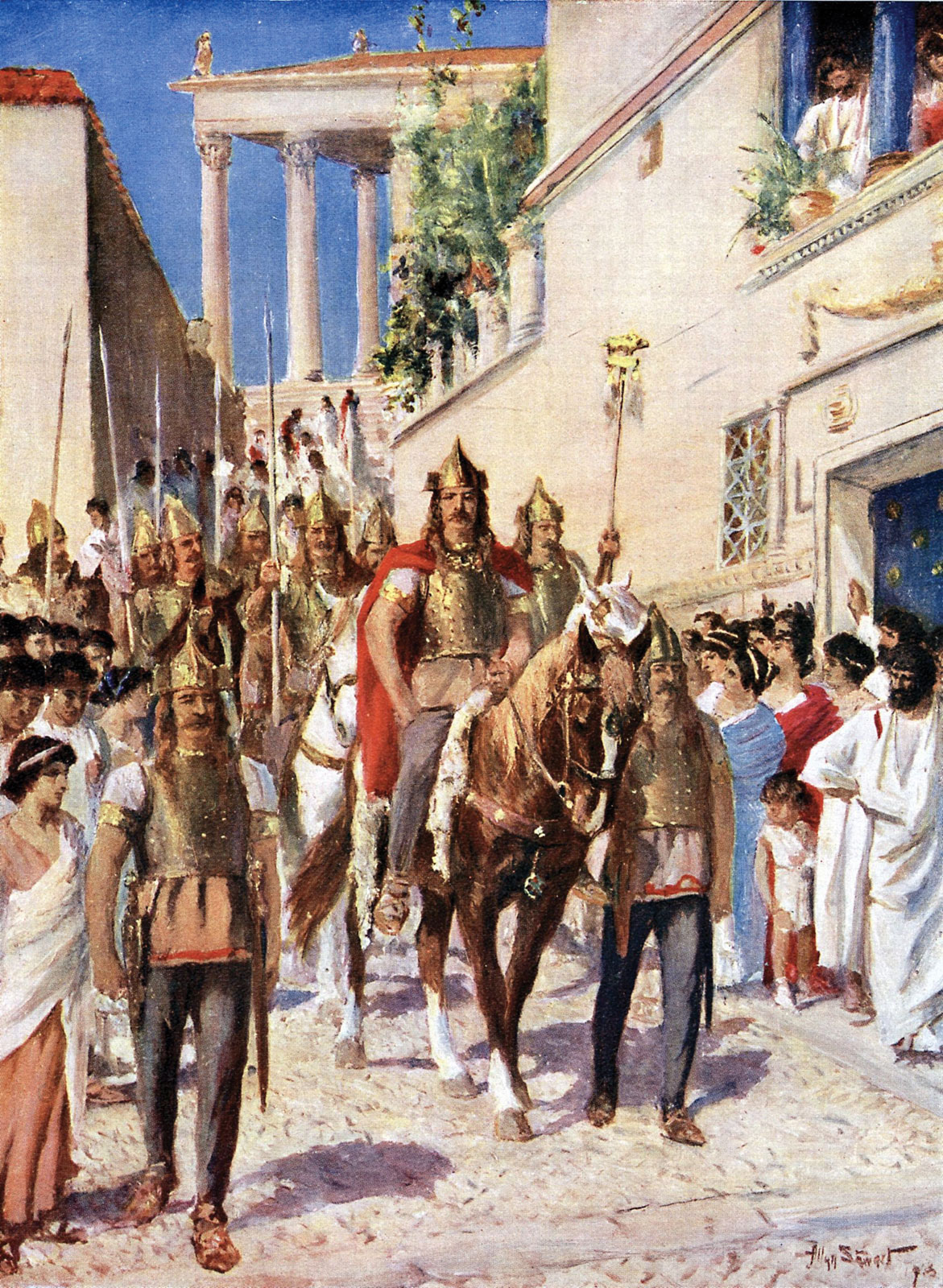
Alarico entra ad Atene.

La battaglia tra Stilicone e Alarico, tuttavia, non poté aver luogo, in quanto il generale romano ricevette la lettera che Rufino aveva dettato all'Imperatore Arcadio; dopo aver letto l'ordine di Arcadio di tornare in Italia, Stilicone, secondo Claudiano per rispetto dell'ordine dell'Imperatore ma verosimilmente perché aveva perso il controllo delle truppe orientali, ordinò alle truppe orientali che militavano nel suo esercito di tornare a servire Arcadio e tornò con il resto del suo esercito in Italia. Le truppe romano-orientali che avevano preso parte alla spedizione contro l'usurpatore Eugenio e che Stilicone aveva rispedito in Oriente su richiesta dello stesso Rufino, condotte da Gainas, avevano ricevuto però l'ordine da parte del reggente di Onorio di uccidere al loro arrivo Rufino, e così fecero: indotto Rufino a uscire dalla città per riceverli, lo assaltarono all'improvviso uccidendolo (27 novembre 395). Al posto di Rufino fu eletto come primo ministro e reggente dell'Imperatore Eutropio, un eunuco di corte.
Nel frattempo, Alarico continuava a devastare i Balcani. Zosimo narra che, una volta avvicinatosi alle Termopili, Alarico avrebbe inviato messaggeri al proconsole di Acaia Antioco e al comandante della guarnigione delle Termopili Geronzio, per informarli del suo arrivo. Zosimo insinua che Geronzio, seguendo le istruzioni ricevute da Rufino in seguito ai presunti "accordi segreti" con Alarico, avrebbe ordinato alla guarnigione delle Termopili di far passare Alarico e i suoi Goti, permettendo loro di penetrare in Grecia. Per il tradimento di Rufino, e dei suoi complici Antioco e Geronzio, Alarico poté così devastare l'intera Grecia, compresa la Beozia, saccheggiando le città, massacrando vecchi e bambini, e deportando come prigionieri donne e bambini, insieme ad un ampio bottino di guerra. Solo Tebe fu risparmiata dal saccheggio in parte per la resistenza delle mura, in parte per l'impazienza di Alarico di dirigersi verso Atene, che sperava di conquistare riducendola alla fame; a tal fine, durante l'assedio di Atene, Alarico occupò il Pireo, il porto della città, per impedire l'arrivo di rifornimenti in città.

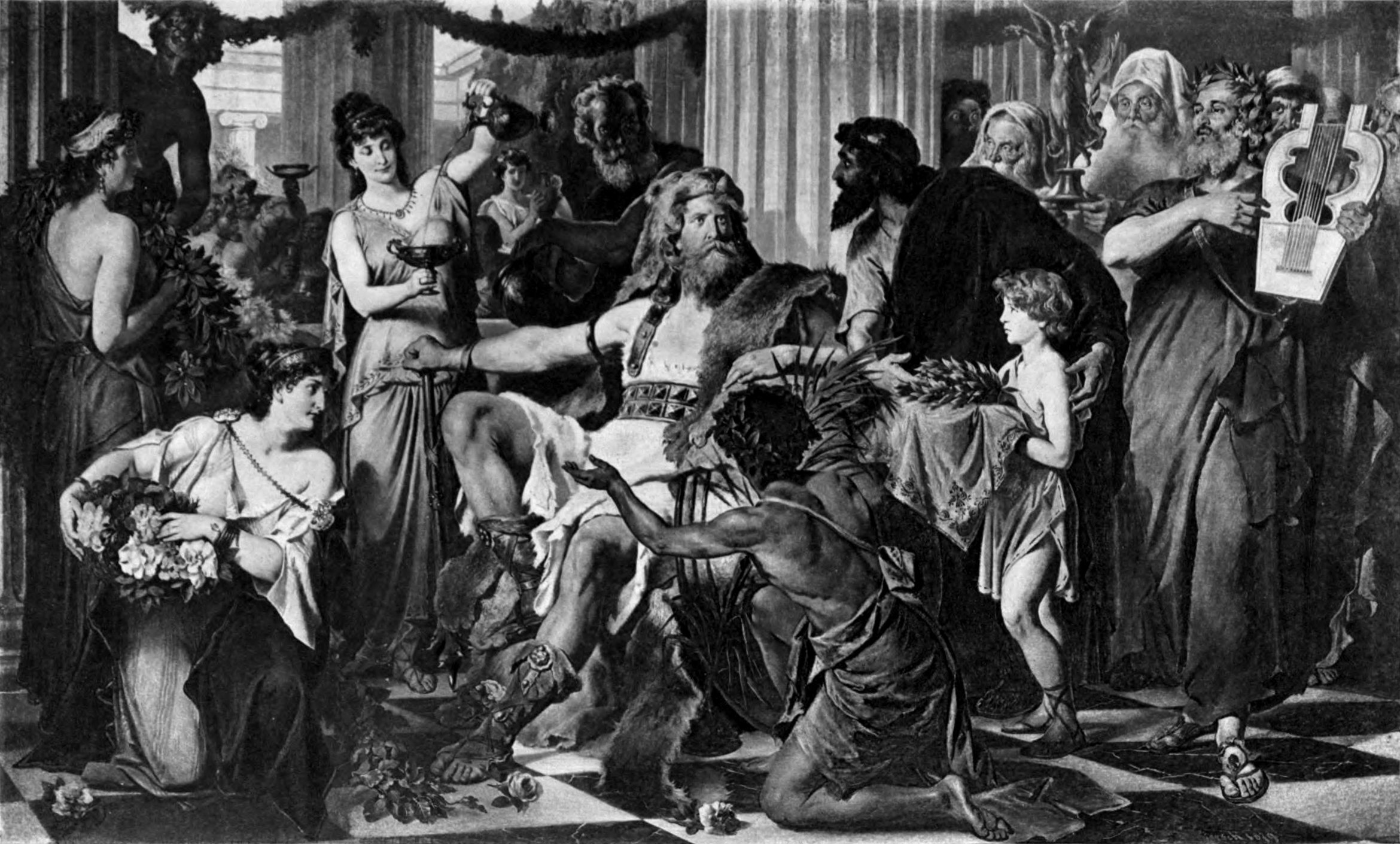
Alarico ad Atene.

A questo punto Zosimo, essendo appunto superstizioso e pagano, narra la storia completamente inattendibile e leggendaria dell'intervento della dea Minerva e del semidio Achille, divinità pagane, in soccorso della città, che avrebbe indotto Alarico ad essere clemente con la città inviando messaggeri per negoziare la resa della fortificazione con la promessa che si sarebbe astenuto dal saccheggio e dal massacro. Essendo stata accolta la proposta di Alarico, quest'ultimo entrò ad Atene scortato da pochi soldati; dopo essere stato trattato con molta ospitalità dalla popolazione di Atene, e, dopo aver ricevuto alcuni doni, Alarico partì, lasciando la città e l'intera Attica indenne da saccheggi e procedendo invece verso Megara, che espugnò al primo tentativo, e poi verso il Peloponneso, senza incontrare resistenza. Zosimo, che parla ancora di tradimenti, narra che Geronzio avrebbe permesso ad Alarico di attraversare l'Istmo, oltre il quale tutte le città, senza fortificazioni perché già protette dall'Istmo, potevano essere espugnate con estrema facilità. A causa del tradimento di Geronzio, Alarico poté così espugnare Corinto e tutte le cittadine nelle sue vicinanze, nonché Argo, Sparta e le città circostanti. I saccheggi e le violenze commesse dai Visigoti in Grecia furono accompagnate dalla distruzione di molti dei luoghi di culto pagani, attribuita da Eunapio (un pagano fanatico) a monaci cristiani al seguito dell'esercito di Alarico:
(Eunapio, Vita di Massimo in Vite dei filosofi e dei sofisti.)
Per Eunapio l'invasione della Grecia di Alarico costituiva l'inizio dell'era della «distruzione dei templi e della rovina della Grecia», quando «i sacri templi sarebbero stati rasi al suolo al suolo e devastati» e «il culto delle dee (Demetra e Kore) sarebbe giunto alla fine». Si ritiene che nel 396 i Visigoti distrussero il tempio di Demetra, sancendo la definitiva interruzione delle celebrazioni dei misteri eleusini. Le autorità imperiali non si opposero all'avanzata di Alarico, anzi fonti come Zosimo ed Eunapio le accusano addirittura di tradimento e di collusione con i Visigoti. Alcuni studiosi hanno spiegato la mancata reazione del governo imperiale alle devastazioni di Alarico con la tesi che le truppe rispedite a Costantinopoli da Stilicone fossero state spedite nelle province della diocesi d'Oriente per contrastare le devastanti incursioni degli Unni, ritenuti dalle autorità imperiali una minaccia più prioritaria rispetto ai Visigoti. Altri studiosi, invece, suggeriscono che Alarico avesse raggiunto già un accordo con le autorità imperiali, e fosse stato incaricato dal governo imperiale di difendere la Grecia dalle invasioni di Stilicone, che la rivendicava per l'Occidente romano; in tale prospettiva, non è da escludere che Alarico avesse ricevuto da Rufino l'ordine di distruggere i templi pagani. In ogni modo, molti studiosi continuano a propendere per la tesi tradizionale secondo cui l'accordo tra Alarico e Costantinopoli fu raggiunto solo dopo la devastazione di Acaia ed Epiro, e che le incursioni dei Goti in rivolta in Grecia furono devastanti. Del resto, Claudiano rende esplicito che Alarico ottenne la carica di magister militum per Illyricum solo dopo aver devastato Acaia ed Epiro, e lo stesso Zosimo scrive che i saccheggi dei Visigoti in Grecia furono talmente devastanti che le loro tracce erano presenti ancora al tempo in cui scriveva lo storico, cosa difficilmente spiegabile se Alarico avesse agito come funzionario imperiale.
Nella primavera del 397, Stilicone, rafforzato il suo esercito con nuove reclute barbare, fece imbarcare un considerevole numero di truppe per l'Acaia, con il pretesto di liberarla dai saccheggi dei Goti; sbarcato a Corinto, Stilicone costrinse i Barbari a ritirarsi a Pholoe in Arcadia, dove, a dire di Zosimo, avrebbe potuto annientarli agevolmente, «se non si fosse abbandonato alla lussuria e alla licenziosità; allo stesso modo permise ai suoi soldati di predare quel poco lasciato dai Barbari, dando quindi al nemico l'opportunità di partire dal Peloponneso, per trasportare il loro bottino con sé in Epiro, e saccheggiare tutte le città in quella regione; quando Stilicone ne venne a conoscenza, partì per l'Italia senza aver combinato nulla, a parte l'aver portato ai Greci ulteriori calamità tramite i soldati che aveva portato con sé». Evidentemente Stilicone ebbe problemi a controllare la disciplina delle proprie truppe, molte delle quali erano di origine barbarica, essendo state appena reclutate dalle tribù germaniche al di là del Reno. Claudiano, riferendosi allo stesso episodio, asserisce che Stilicone riuscì a bloccare i Goti su un colle affamandoli, ma non riferisce come i Goti gli sfuggirono. Alarico era riuscito a fuggire dalla stretta romana tagliando le linee di circonvallazione in un luogo non sorvegliato; mentre Zosimo attribuì interamente la responsabilità a Stilicone, accusandolo di aver perso tempo nei bagordi dando l'opportunità al nemico di mettersi in salvo, e Orosio è nello stesso avviso, accusandolo di tradimento e di collusione con il nemico, Claudiano, panegirista di Stilicone, dà ancora una volta la colpa al governo romano-orientale, che avrebbe di nuovo fermato Stilicone, spingendolo al ritiro, per poi firmare un nuovo foedus con i Visigoti di Alarico.
Alcuni studiosi hanno supposto, sulla base di alcune generiche allusioni contenute in alcuni panegirici di Claudiano, che Stilicone avesse esitato ad annientare Alarico perché intenzionato a negoziare con lui un trattato di non aggressione tra le due parti (per dissuadere i Goti dall'invadere l'Italia) o addirittura una potenziale alleanza contro l'Impero d'Oriente; tale teoria è stata contestata da altri studiosi, come la Cesa, che forniscono una interpretazione alternativa di quei versi. L'esitazione di Stilicone ad attaccare Alarico non fece che attirare nuovi sospetti sul suo conto in Oriente, ed Eutropio ne approfittò per spingere il senato bizantino a dichiarare Stilicone nemico pubblico dell'Impero d'Oriente, accusandolo di collusione con Alarico. Nel frattempo Eutropio negoziò un trattato di pace con Alarico e i Visigoti, in base al quale i Visigoti ottennero nuove terre di insediamento in Macedonia e Alarico divenne magister militum per Illyricum. Il governo centrale fu così costretto a riconoscere Alarico come capo unico dei Goti, situazione ben più preoccupante rispetto all'epoca teodosiana in cui i Foederati Goti erano governati da più capi, perché ciò significava che sarebbe risultato ancora più difficile per il governo centrale controllare i Goti. Stando a Claudiano, inoltre, la carica militare romana ricevuta consentì ad Alarico di rinforzare ulteriormente l'esercito gotico sotto il suo comando, rifornendolo di armi di produzione romana. In base a un passo di Sinesio che definisce vergognose le vittorie ottenute mediante i foederati goti, si può supporre che, in cambio delle nuove favorevoli concessioni, i Visigoti si fossero impegnati ancora una volta a fornire aiuto militare ai Romani inviando su richiesta contingenti alleati in appoggio dell'esercito regolare romano nel corso di specifiche campagne militari.
Claudiano, panegirista di Stilicone, espresse indignazione per il trattato, scrivendo che, per effetto di quello stesso trattato, «il devastatore dell'Acaia e dell'Epiro privo di difese [Alarico] è ora signore dell'Illiria; ora entra come amico dentro le mura che un tempo assediava, e amministra la giustizia a quegli stessi uomini le cui mogli aveva sedotto e i cui bambini aveva assassinato. E questa sarebbe la punizione di un nemico...?» Anche Sinesio, nel suo discorso (De regno) rivolto all'Imperatore Arcadio, criticò il trattato:
(Sinesio, De regno, 15.)
Nella stessa opera, Sinesio potrebbe aver fatto una possibile allusione ad Alarico e alla alta carica romana da lui ricevuta in seguito al trattato, nel passo seguente:
(Sinesio, De regno, 14-15.)
Sinesio deplorava il fatto che Alarico e i suoi Visigoti avessero raggiunto un'influenza cotanto elevata a corte e auspicava una epurazione dei barbari dall'esercito, perché temeva che Alarico e, in generale, tutti gli altri generali romani di origini barbariche, potessero alla fine provocare deliberatamente la caduta dell'Impero romano dall'interno.

## Conflitto

Dittico di Stilicone (400 circa, Monza, Tesoro del Duomo), raffigurante Stilicone, la moglie Serena e il figlio Eucherio.

I Visigoti di Alarico, dopo aver devastato la Grecia, vennero a patti con l'Imperatore d'Oriente Arcadio, che nominò Alarico magister militum per Illyricum. Dopo aver rafforzato il suo esercito con armi più moderne prese dagli arsenali romani della diocesi di Dacia, Alarico nel 401 decise di abbandonare le province orientali e invadere invece quelle della pars occidentis.
Non sono ben chiare le motivazioni che spinsero Alarico ad abbandonare l'Oriente romano per spostarsi più ad Occidente. Le fonti primarie che trattano questo argomento sono scarne e confusionarie: Giordane fonde in un'unica campagna militare le due invasioni dell'Italia di Alarico (del 401-403 e del 408-410), facendo una notevole confusione, e in ogni caso non chiarisce le motivazioni dell'agire di Alarico; Zosimo addirittura sembra all'oscuro dell'invasione dell'Italia del 401-403 dato che non la tratta minimamente nella sua Storia Nuova; nemmeno i panegirici di Claudiano, che costituiscono la fonte principale, sono di aiuto, attribuendo in maniera semplicistica l'invasione di Alarico alla mera brama del re visigoto di acquisire fama perpetua penetrando nell'Urbe, rimasta inespugnata dai tempi di Brenno.
In ogni caso il motivo per cui prese questa decisione dovette essere legato al cambiamento della situazione politica nell'Impero d'Oriente: nel corso del 399/400 il generale romano di origini gote Gainas, connazionale di Alarico, aveva tentato di impadronirsi del potere, riuscendo ad ottenere l'esecuzione di Eutropio, ma i suoi piani fallirono quando scoppiò nella Capitale una sommossa antigermanica nel corso della quale furono uccisi molti dei soldati di Gainas. Gainas, rivoltatosi, fu poi sconfitto dal generale Fravitta e, tentato invano rifugio oltre Danubio, fu ucciso dagli Unni di Uldino. In seguito alla caduta in disgrazia di Gainas, la corte romano-orientale non era più disposta ad accettare il trattato stretto da Eutropio con i Visigoti di Alarico, e lo considerò non più valido.
Numerose teorie sono state formulate dagli studiosi moderni per provare a spiegare le motivazioni che spinsero Alarico a invadere l'Italia. Tutte queste teorie hanno in comune il fatto che, in seguito alla caduta di Eutropio e alla rovina di Gainas, Alarico non avesse più l'appoggio dell'Impero d'Oriente. In passato fu avanzata da alcuni studiosi, come Émilienne Demougeot ed Ernst Stein, la congettura che, in modo analogo a quanto sarebbe poi successo nel 489 con il re ostrogoto Teodorico, Alarico e i Visigoti sarebbero stati sobillati dai diplomatici di Arcadio a invadere l'Italia al duplice fine di danneggiare Stilicone e al contempo liberarsi della loro scomoda presenza. I suddetti studiosi portano a supporto della propria tesi i cattivi rapporti tra Stilicone e i primi ministri di Arcadio, soprattutto Rufino ed Eutropio, e la conseguente conflittualità tra le due partes, nonché una possibile allusione di Claudiano:
(Claudiano, De Bello Gothico, versi 278-280.)
Tuttavia, in tempo recente, tale teoria è stata contestata da diversi studiosi (come Bayless, Cameron e Cesa), anche perché è stato dimostrato che i rapporti tra le due partes migliorarono decisamente nel periodo 401-403, per poi peggiorare di nuovo solo a partire dal 404, per cui appare improbabile che la corte orientale avesse sobillato Alarico a invadere l'Italia; inoltre, secondo Bayless, appare evidente che la perfidia o l'inganno a cui Claudiano fa accenno si riferisca ai Goti e non alla pars orientis; inoltre, considerato che nei panegirici precedenti Claudiano non aveva esitato a lanciare esplicitamente pesanti accuse contro la corte orientale, accusandola anche di cooperazione con i Barbari, si dovrebbe supporre che, se il panegirista avesse voluto riferirsi a un presunto appoggio della pars orientis all'invasione di Alarico, l'avrebbe accusata esplicitamente. Non è da escludere, secondo una congettura alternativa, che Alarico fosse stato scacciato dalla pars orientis e costretto a spostarsi nell'Occidente romano dall'intervento militare degli Unni di Uldino, che, in qualità di alleati dell'Impero d'Oriente, potrebbero aver ricevuto da Arcadio l'ordine di attaccare i Visigoti. Secondo Burns, invece, nel 395 tutto l'Illirico sarebbe stato sotto la giurisdizione della parte orientale e solo nel 399/400 sarebbe avvenuto il trasferimento dell'Illirico Occidentale (Pannonia, Dalmazia e Norico) alla parte occidentale; con il trasferimento della Pannonia alla parte occidentale, stabilito da Gainas e Aureliano, sarebbero passati al servizio di Onorio anche i Foederati Goti di Alarico, che, non avendo ottenuto però dalla corte occidentale la stessa paga e gli stessi privilegi goduti quando erano al servizio di Costantinopoli, avrebbero deciso di invadere l'Italia per rivendicare i propri diritti.
Sfruttando l'irruzione in Rezia e Norico dei Vandali e di altri barbari (secondo una congettura di JB Bury condotti da Radagaiso), Alarico invase l'Italia, probabilmente nel novembre 401. Determinato a non ritornare in Illiria, ma ad ottenere un insediamento per il suo popolo (i Visigoti) sul suolo italico, portò con sé tutto il suo popolo e le spoglie ottenute dai saccheggi in Oriente. Da Belgrado attraversò la valle della Sava passando per Lubiana, e, attraversando le Alpi Giulie, entrò in Italia, assaltando la fortezza di Aquileia, la principale fortezza a difesa di quel tratto vulnerabile di limes alpino. Secondo Claudiano, una battaglia tra Romani e Visigoti ebbe luogo nei pressi di Aquileia, nella quale Alarico riuscì a conseguire un successo, pur non riuscendo ad espugnare la città. Secondo JB Bury oltrepassò le Alpi a novembre 401 e nel giro di due mesi sottomise la provincia di Venezia e Istria. Secondo Hodgkin l'invasione ebbe inizio nell'anno 400.
Un rigo della cronaca di Prospero Tirone suggerisce che i Visigoti di Alarico I agirono in concerto con un altro invasore: le orde barbariche alla testa del goto Radagaiso, il quale avrebbe invaso di nuovo l'Italia cinque anni dopo, venendo però sgominato da Stilicone. Secondo la cronaca di Prospero Tirone, Radagaiso sarebbe entrato in Italia in concerto con Alarico nell'anno 400, e nello stesso anno e in quello seguente, secondo le misteriose allusioni dei panegirici di Claudiano, vi furono delle incursioni ad opera di barbari in Rezia, provincia che faceva appunto parte dell'Italia a quell'epoca. Secondo una congettura di Hodgkin e JB Bury, dunque, le orde di Radagaiso, in concerto con i Visigoti di Alarico, avrebbero invaso la Rezia, mentre i Visigoti di Alarico invasero la penisola dalle Alpi Giulie, occupando la provincia di Venezia e Istria.
Occupata la provincia di Venetia et Histria, Alarico diresse il suo esercito in direzione di Milano, capitale dell'Impero romano d'Occidente, con l'intento di espugnarla o perlomeno costringere l'Imperatore ad accettare la pace alle sue condizioni. Quando la notizia dell'invasione e del pericoloso avvicinarsi dell'esercito goto alla Capitale raggiunse la corte imperiale a Milano, l'Imperatore e i cortigiani, colti dal panico, presero in seria considerazione la possibilità di fuggire in Corsica o Sardegna, o, in alternativa, fuggire in Gallia, dove avrebbero potuto fondare una nuova Roma sulle rive della Senna o del Rodano. Stilicone, invece, secondo almeno il suo panegirista Claudiano, si oppose alla fuga e ridiede coraggio alla corte imperiale. Secondo Stilicone, è vero che i Visigoti avevano con perfidia invaso la pars occidentis mentre le truppe romane erano intente a reprimere le incursioni dei barbari in Rezia, ma l'Italia aveva sopportato in passato sventure peggiori di questa, e non bisognava perdere la speranza e abbandonare la madrepatria al suo destino, fuggendo in Gallia, ma combattere fino all'ultimo per difenderla; Stilicone assicurò inoltre che si sarebbe diretto verso nord per raccogliere un esercito dalle guarnigioni di quei luoghi e sarebbe presto tornato «per vendicare la maestà insultata di Roma». Stilicone partì dunque per la provincia di Rezia, raggiungendola dopo aver attraversato il Lago di Como: era l'inverno del 401-2.
Nel giro di breve tempo, Stilicone riuscì a respingere le incursioni dei Barbari in Rezia, che, secondo Hodgkin e JB Bury, erano condotti da Radagaiso. Non solo li respinse oltre il Danubio, ma riuscì anche a reclutare alcuni dei barbari vinti nell'esercito romano. Una volta messa al sicuro la Rezia dalle incursioni nemiche, Stilicone partì con le legioni della Rezia alla difesa di Milano, assediata da Alarico: conscio che per poter vincere Alarico avesse bisogno del maggior numero possibile di soldati, Stilicone fu costretto a sguarnire il Reno e la Britannia di truppe, richiamandole alla difesa dell'Italia. La Cesa esprime dubbi sul fatto che Stilicone abbia davvero atteso l'arrivo delle legioni galliche e britanniche prima di lasciare la Rezia per muovere contro Alarico, considerata la considerevole distanza di quelle province dall'Italia che ne avrebbe ritardato di molto il loro arrivo: è possibile che tali rinforzi siano giunti solo in seguito, quando il generalissimo era già tornato in Italia.
Rinforzato il suo esercito con il reclutamento dei mercenari barbari e con il richiamo di ulteriori truppe dalla Gallia e dalla Britannia, Stilicone riuscì ad attraversare i ponti sull'Adda, nonostante fossero caduti in mano gotica, e a raggiungere tempestivamente Milano, assediata da Alarico; il re goto fu così costretto dall'arrivo di Stilicone a levare l'assedio alla capitale d'Occidente (febbraio 402). L'Imperatore Onorio, talmente terrorizzato dall'invasione barbarica da aver preso in considerazione la possibilità di fuggire nelle Gallie, fu così salvato dall'intervento tempestivo di Stilicone, mentre il barbaro, dopo aver abbandonato l'assedio, si diresse in direzione di Asti, che assediò. Anche questo assedio fallì e Alarico decise quindi di dirigersi verso Pollenzo, probabilmente nel tentativo di invadere la Gallia. La Cesa interpreta invece i movimenti dei Goti in maniera diversa: essi in un primo momento avevano effettivamente intenzione di dirigersi in Gallia, ma successivamente, forse intimoriti dalla notizia dell'arrivo imminente delle truppe galliche e britanniche, decisero di deviare verso Sud, nel tentativo di raggiungere le Alpi Marittime.
La battaglia di Pollenzo si combatté il giorno di Pasqua (6 aprile 402) e fu una battaglia dall'esito incerto, interrotta solo dall'arrivo della notte. Il panegirista di Stilicone, Claudiano, la dipinge come una grande vittoria dei Romani, mentre fonti filogotiche, Cassiodoro e Giordane, la rappresentano come vittoria dei Visigoti; secondo gli studiosi moderni, la battaglia fu sì una vittoria dei Romani, ma non così netta come ci vorrebbe far credere Claudiano, bensì una vittoria di misura. In un primo momento, i Goti sembrarono poter avere il sopravvento, mettendo in seria difficoltà la cavalleria alana al servizio dei Romani, ma a capovolgere l'esito della battaglia fu l'intervento della fanteria romana condotta dallo stesso Stilicone, che inflisse pesanti perdite al nemico, costringendo Alarico con le truppe residue alla fuga. L'accampamento gotico fu saccheggiato dalle truppe romane, che si impadronirono di un ampio bottino, liberarono numerosi prigionieri e catturarono preziosi ostaggi, come i familiari dello stesso Alarico. Tuttavia, a conferma che la vittoria romana a Pollenzo non fu decisiva, questa sconfitta non fermò le ambizioni di Alarico, che si diresse in direzione dell'Etruria avvicinandosi minacciosamente verso Roma. Stilicone allora aprì le negoziazioni e riuscì a convincere Alarico ad abbandonare la penisola. Lo stesso Claudiano ammette che Alarico fu spinto a trattare con Stilicone non per le perdite subite a Pollenzo ma per gli ostaggi goti catturati da Stilicone in quella battaglia. Si potrebbe concludere che l'indisciplina della cavalleria alana aveva impedito ai Romani di conseguire una completa vittoria a Pollenzo e Stilicone fu così costretto alla diplomazia e all'uso degli ostaggi per spingere il nemico, certamente indebolito ma ancora potente, al ritiro; probabilmente il fatto che i Goti si fossero rinforzati con le armi romane ottenute mentre Alarico era magister militum per Illyricum può aver contribuito alla loro mancata completa sconfitta.
Gli accordi presumibilmente prevedevano il ritiro dei Goti dall'Italia e l'impegno di Stilicone di non attaccarli durante la ritirata e di restituire loro gli ostaggi una volta varcate le Alpi. Tuttavia, giunti nei pressi di Verona (forse nel 403), i Goti violarono gli accordi, spingendo Stilicone a dare loro battaglia. Claudiano è vago sulla violazione degli accordi da parte gotica, forse i Goti avevano intenzione di deviare verso la Rezia per invadere la Gallia, forse i Romani intendevano punire i Goti per aver compiuto alcuni atti di saccheggio durante la loro ritirata contravvenendo così ai patti, forse Stilicone cercava quella vittoria decisiva che gli era mancata a Pollenzo. Sconfitto da Stilicone e sfuggito a stento alla cattura, Alarico occupò il Brennero, inseguito dall'armata romana; l'esercito goto, decimato dalla fame, dalle malattie e dalla defezione di interi reggimenti in favore dei Romani, sembrerebbe essere stato interamente alla mercé del generale romano, che, tuttavia, misteriosamente, decise di non dare il colpo di grazia ad Alarico, ripetendo un comportamento già attuato in precedenza in Tessaglia, nel Peloponneso, e in Liguria. Alcuni studiosi hanno criticato aspramente Stilicone per non aver annientato Alarico quando ne aveva la possibilità consentendogli sempre una via di fuga: secondo JB Bury, «se un'altra persona al posto di questo generale germanico fosse stato alla testa dello stato, se la difesa delle province fosse stata affidata a un comandante romano con l'abilità e il carattere di Teodosio o Valentiniano I, i Visigoti e il loro re sarebbero stati definitivamente annientati, e sarebbero state evitate molte calamità dovute alla politica indulgente del Vandalo a cui Teodosio aveva in modo poco saggio affidato le sorti di Roma». Altri studiosi, invece, difendono Stilicone sostenendo che le battaglie di Verona e di Pollenzo non furono decisive e che Stilicone non avrebbe mai avuto la concreta possibilità di annientare Alarico.
La maggior parte degli studiosi ha supposto che, per ottenere il loro ritiro dall'Italia, Stilicone fosse entrato in negoziazioni con Alarico e avesse concesso ai Goti di stanziarsi nei distretti di frontiera tra la Dalmazia e la Pannonia, da dove avrebbero dovuto aiutare Stilicone ad annettere l'Illirico orientale; inoltre Alarico avrebbe ricevuto la carica di Comes Illyrici (generale dell'esercito di campo dell'Illirico Occidentale). Questa ipotesi si basa su un ambiguo brano di Sozomeno, in cui viene affermato che nel 405-406 Alarico, nominato generale romano per intercessione di Stilicone, prima di invadere l'Epiro, era insediato nella «regione dei Barbari ai confini di Dalmazia e Pannonia» (εχ τῆς πρός τῇ Δαλματία καί Παννονία βάρβαρου γῆ), da identificare secondo i suddetti studiosi con territori romano-occidentali appartenenti alla diocesi di Pannonia. Altri studiosi ritengono invece che Stilicone stipulò un'alleanza con i Goti solo nel 405/406, che nel 403 concesse ad Alarico solo un salvacondotto che gli garantiva la ritirata dall'Italia senza subire ulteriori attacchi, e che i Goti fossero tornati nell'Illirico Orientale. Essi, oltre a sostenere la tesi dell'identificazione della «regione dei Barbari ai confini di Dalmazia e Pannonia» menzionata da Sozomeno con una provincia dell'Illirico Orientale ai confini con l'Impero d'Occidente (come Moesia I e Praevalitana), portano come indizio a favore della propria tesi una lettera scritta nel 404 da Onorio al fratello e collega Arcadio, in cui deplorava i saccheggi nell'Illirico Orientale per mano di non meglio precisati Barbari, da identificare secondo i suddetti studiosi con i Visigoti di Alarico.

## Conseguenze

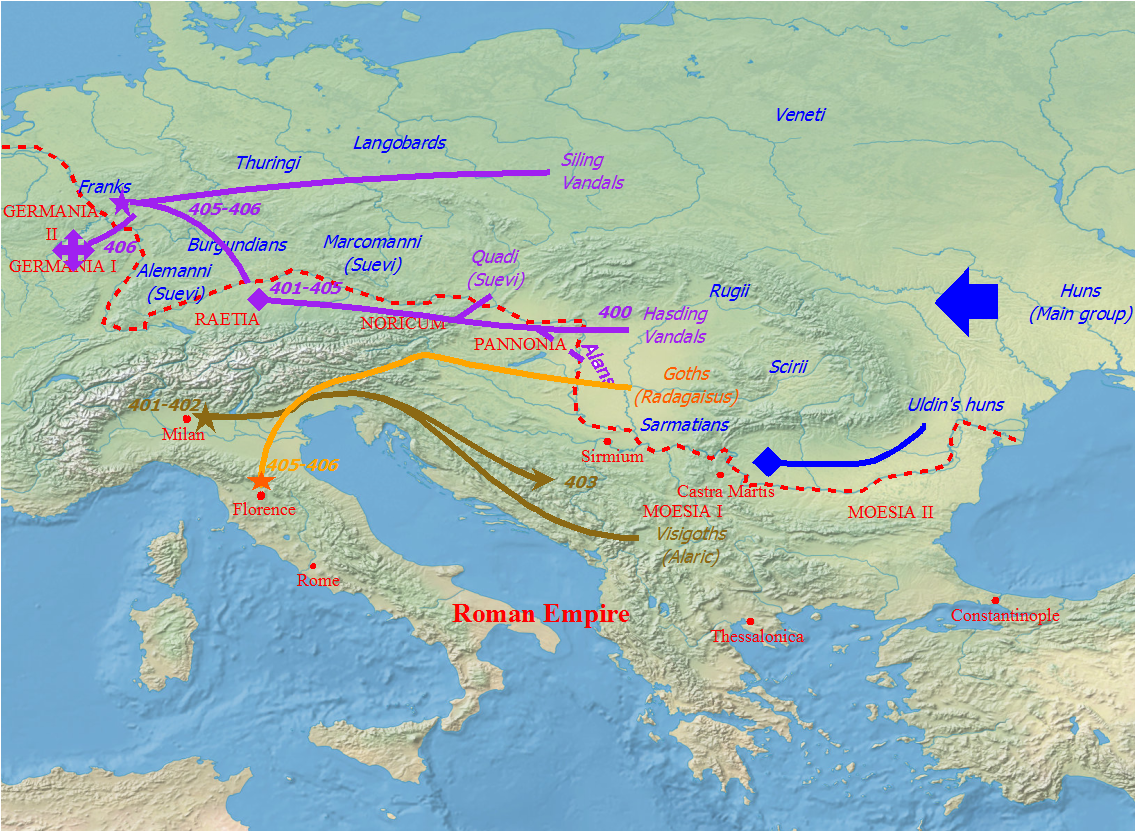
L'Impero romano d'Occidente agli inizi del V secolo e le invasioni barbariche che lo colpirono in quel periodo.

Nel 403 l'Imperatore decise di festeggiare la vittoria sui Goti con un'entrata trionfale a Roma, nella quale fece ritorno all'inizio del 404 per inaugurarvi il suo sesto consolato. L'Imperatore, nel corso della sua breve permanenza nell'Urbe, risiedette nell'antico Palazzo dei Cesari sul Colle Palatino. Era da oltre un secolo che la Città Eterna non assisteva a un trionfo. La visita dell'Imperatore a Roma venne conseguentemente accolta con entusiasmo, anche dal poeta Claudio Claudiano, che aveva già scritto un poema sulla vittoria dei Romani a Pollenzo, e che, successivamente, scrisse anche un poema celebrativo sulla vittoria di Verona. Anche il poeta cristiano Prudenzio colse l'occasione della visita dell'Imperatore per comporre un poema contro il pagano Quinto Aurelio Simmaco: nel poema, in cui affiorano riferimenti alle vittorie riportate da Stilicone su Alarico, Prudenzio si scaglia contro il persistere del Paganesimo nell'Urbe, e prega l'Imperatore di abolire definitivamente i giochi gladiatorii, richiesta poi accolta l'anno stesso. Secondo il parere di Prudenzio, la vittoria di Stilicone su Alarico superava in gloria quella riportata da Scipione su Annibale, in quanto rappresentava il trionfo della civiltà romana divenuta cristiana contro la barbarie che ancora abbracciava il Paganesimo.
L'invasione di Alarico non aveva mancato di generare panico in tutta la penisola e molti cittadini fuggirono dalle città prima dell'arrivo dell'invasore: chi poté cercò rifugio in Sicilia o Sardegna, e persino Onorio pensò di fuggire in Gallia prima di essere convinto a rimanere a Milano da Stilicone. La facilità con cui Alarico era arrivato fino alle porte di Milano aveva rivelato la fragilità delle difese: molte delle città, con le mura in pessimo stato, non poterono resistere all'invasore, mentre altre gli aprirono le porte. Lo stesso Imperatore si trovò assediato a Milano da Alarico prima che intervenisse l'esercito di Stilicone a sventare l'assedio. Proprio in seguito al grave pericolo corso, Onorio prese in considerazione la possibilità di spostare la capitale altrove: alcuni cortigiani gli proposero di ristabilire la capitale a Roma, ma alla fine prevalse il parere di Stilicone, che propendeva per Ravenna. E fu così che nel 402 la capitale dell'Impero fu spostata a Ravenna, strategicamente più difendibile di Milano perché protetta dalle paludi.
Secondo il giudizio severo di JB Bury, la decisione da parte di Stilicone di non annientare definitivamente Alarico e i suoi foederati Visigoti, ma di allearsi, piuttosto, con lui, contro la parte orientale dell'Impero romano, risultò deleterio a lungo termine: i Visigoti uscirono presto fuori dal controllo di Roma, riuscendo addirittura nell'impresa di saccheggiare la Città Eterna nel 410, nonché a fondare un regno federato praticamente autonomo dall'Impero in Aquitania (418). Altri studiosi hanno espresso un giudizio più positivo sull'operato del generalissimo d'Occidente: hanno tenuto in considerazione il fatto che Claudiano potrebbe aver esagerato la portata delle vittorie romane a Pollenzo e a Verona, e hanno sostenuto che in realtà Stilicone non si trovò mai nell'effettiva possibilità concreta di dare il colpo di grazia ad Alarico; essi, in genere, attribuiscono la responsabilità per il sacco di Roma di Alarico più all'inettitudine dei funzionari e dei comandanti militari che succedettero a Stilicone, che non a quest'ultimo.
Resta comunque il fatto che Stilicone, a corto di soldati e condividendo la politica filogotica di Teodosio, cercò sempre un'intesa con Alarico, nel tentativo di coinvolgerlo nella difesa dell'Impero. L'intenzione di Stilicone era impiegare Alarico e le sue truppe federate visigote contro l'Impero d'Oriente al fine di costringere Arcadio a cedere all'Impero d'Occidente l'Illirico orientale da tanto tempo rivendicato dal generale. A fornire a Stilicone il pretesto per riprendere le ostilità contro il governo di Costantinopoli fu il trattamento riservato dalla corte orientale ad alcuni ambasciatori romano-occidentali: essi, recatisi presso la corte di Arcadio per protestare contro il trattamento riservato al patriarca di Costantinopoli Giovanni Crisostomo, furono arrestati e imprigionati, il che costituì un grave affronto alla corte romano-occidentale. Dopo aver tentato inutilmente la via diplomatica, Stilicone rifiutò di riconoscere il console romano-orientale per l'anno 405 e vietò alle navi romano-orientali l'accesso ai porti romano-occidentali; al contempo, si mise in contatto con Alarico, ordinandogli di invadere l'Epiro, all'epoca sotto la giurisdizione di Costantinopoli, e attendere in quella provincia l'arrivo delle truppe romano-occidentali. Le intenzioni di Stilicone erano evidentemente di costringere Arcadio a restituire all'Occidente romano l'Illirico orientale per poi concedere ad Alarico il governo militare delle province conquistate, con la carica di magister militum per Illyricum. Con la conquista dell'Illirico Orientale, Stilicone avrebbe acquisito un'ottima fonte di truppe di elevata qualità, avendo da sempre l'Illirico fornito soldati di ottima qualità all'Impero (si pensi agli Imperatori illirici); inoltre, il generale romano era conscio che, per raggiungere un'intesa con Alarico per coinvolgerlo nella difesa dell'Impero, gli avrebbe dovuto concedere delle terre all'interno dell'Impero e la carica di magister militum, e pensò che affidargli il governo militare delle province dell'Illirico Orientale, una volta riconquistate, fosse la soluzione migliore. Proprio in vista dell'auspicato ritorno dell'Illirico orientale sotto la giurisdizione della parte occidentale, Stilicone aveva già eletto il prefetto del pretorio dell'Illirico, Giovio, ancora prima che le operazioni cominciassero effettivamente. L'invasione dell'Italia da parte di Radagaiso, avvenuta nel corso del 405-406, e l'invasione della Gallia del 406-407 (sia da parte di Vandali, Alani e Suebi, che da parte delle truppe ribelli sotto il comando dell'usurpatore Costantino III), trattennero Stilicone dal raggiungere Alarico in Epiro, e alla fine la spedizione fu annullata.
Alarico, contrariato per l'annullamento della spedizione senza aver ricevuto nemmeno un rimborso spese per il mantenimento delle proprie truppe, decise di marciare in Norico, da dove minacciò un attacco all'Italia nel caso il governo di Onorio non gli avesse pagato 4 000 libbre d'oro, da intendersi come rimborso spese per tutto il tempo trascorso dai Visigoti in Epiro in attesa di Stilicone, senza ricevere né stipendi, né compensi di altra forma per i servigi che stavano prestando in favore del generale. Il senato, riunitosi, sembrava propendere per la guerra piuttosto che al pagamento dei foederati di Alarico, quando intervenne Stilicone che spiegò che il re goto era intervenuto in Epiro per assistere l'Impero d'Occidente nel tentativo di recuperare l'Illirico orientale e che la spedizione avrebbe avuto successo se Onorio non l'avesse annullata persuaso in ciò da Serena, moglie del generale, che mirava, contrariamente ai piani del marito, alla concordia tra le due parti dell'Impero; il generale concluse il discorso asserendo che Alarico rivendicava a ragione il pagamento proprio per i servigi resi all'Impero d'Occidente nell'Illirico. Il senato, di fronte alla superiore autorità di Stilicone, accettò controvoglia di versare il tributo ad Alarico, ma non tutti si sottomisero: un senatore di nome Lampadio affermò audacemente che il pagamento al re goto non era «una pace ma un trattato di servitù», per poi rifugiarsi in chiesa timoroso delle insidie di Stilicone.
Stilicone, a questo punto, intendeva utilizzare i foederati goti di Alarico per recuperare il controllo della Gallia, in quel momento in mano dell'usurpatore Costantino III, nonché devastata da Vandali, Alani e Suebi; a tal fine, nel corso di un incontro avvenuto a Bologna con Onorio, fu scritta una lettera da consegnare al re goto per informarlo del suo nuovo incarico. Stilicone rassicurò Onorio che lui stesso si sarebbe recato a Costantinopoli per mettere al sicuro la successione di Teodosio II, succeduto da poco tempo ad Arcadio. Dopo che Onorio partì alla volta di Pavia, tuttavia, Stilicone esitò a partire per Costantinopoli. Nel frattempo, la fazione della corte di Onorio contraria alla politica filogotica e antibizantina di Stilicone, capeggiata dal cortigiano Olimpio, decise di passare all'azione per provocare la rovina del generale. Olimpio intendeva provocare una rivolta dell'esercito romano radunato a Pavia in vista della prevista campagna in Gallia contro l'usurpatore Costantino III: il cortigiano intrigante insinuò di fronte all'Imperatore e alle truppe che Stilicone fosse la causa di tutte le calamità che stavano flagellando l'Impero. Lo accusò di stare brigando con Alarico, di aver sobillato i Vandali, gli Alani e gli Svevi a invadere la Gallia e di avere intenzione di recarsi a Costantinopoli per detronizzare Teodosio II e porre al suo posto sul trono romano-orientale suo figlio Eucherio; inoltre, insinuò che, ben presto, avrebbe sfruttato l'indebolimento dell'Impero per detronizzare Onorio stesso. L'esercito di Pavia, sobillato da Olimpio, si rivoltò, mettendo a sacco la città e giustiziando i principali sostenitori di Stilicone. Onorio, convinto da Olimpio della fondatezza delle accuse di tradimento che pendevano su Stilicone, ordinò alle truppe di Ravenna di catturarlo e giustiziarlo. Stilicone, che stava recandosi di tutta fretta a Ravenna nel tentativo di conferire con Onorio e tentare disperatamente di persuaderlo dell'infondatezza delle accuse di tradimento, non appena seppe del mandato di cattura, si rifugiò in una chiesa di Ravenna. Le truppe di Onorio entrarono nella chiesa e lo persuasero ad uscire, presentandogli una prima lettera in cui veniva ordinato semplicemente il suo arresto e la sua detenzione in carcere, ma non la sua esecuzione. Tuttavia, non appena Stilicone uscì dalla chiesa, le truppe gli lessero una seconda lettera in cui veniva ordinata la sua esecuzione per crimini commessi a danni dello stato romano. A questo punto, i partigiani di Stilicone, che erano nelle vicinanze, tentarono di intervenire per impedire l'esecuzione, ma il generalissimo li fermò all'istante, accettando con rassegnazione stoica la propria sorte. Stilicone fu giustiziato il 22 o il 23 agosto 408 per opera di Eracliano.

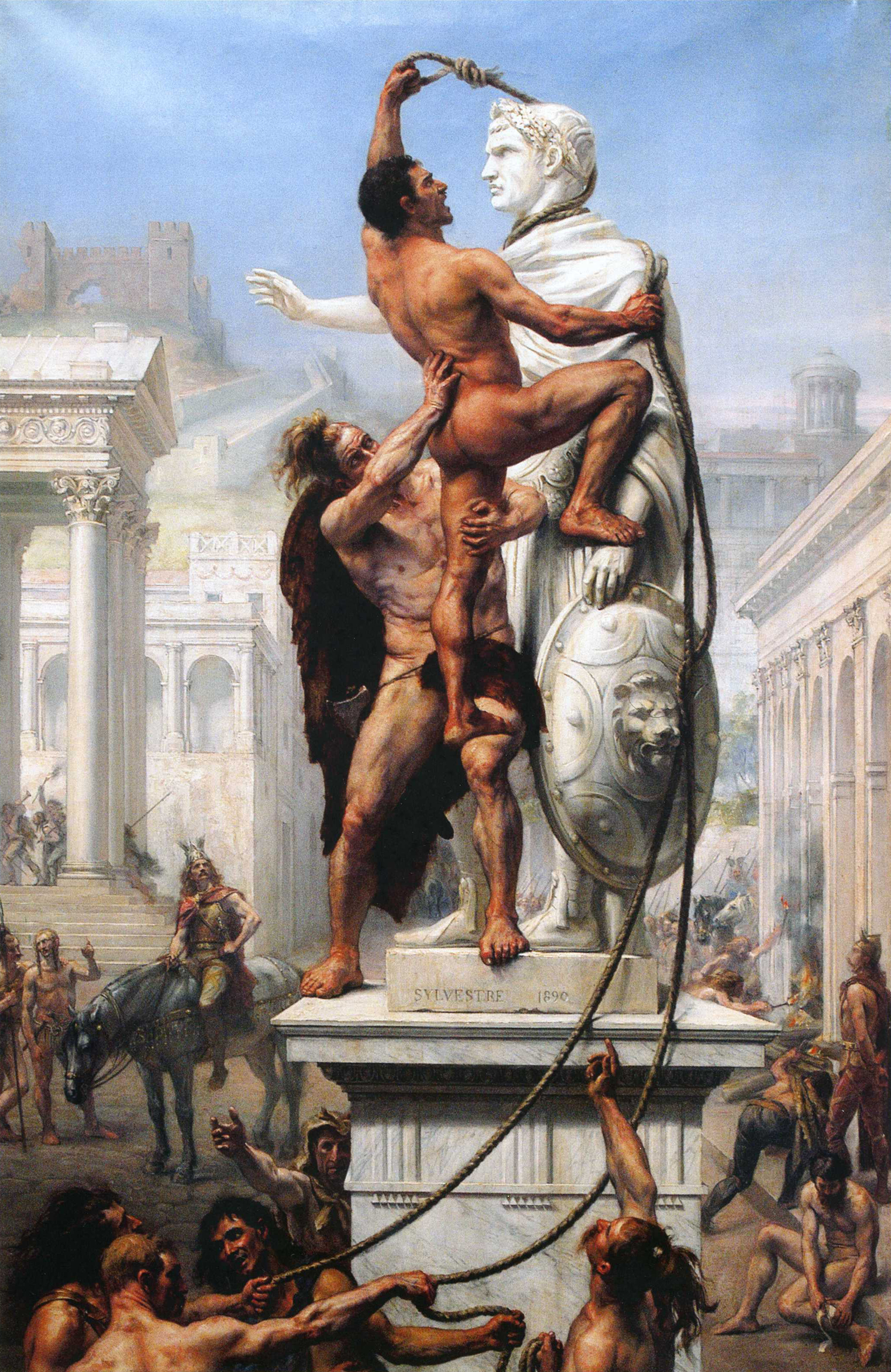
Raffigurazione del Sacco di Roma condotto dai Visigoti di Alarico nel 410

In seguito all'esecuzione di Stilicone, i suoi sostenitori e parenti finirono per essere trascinati nella sua rovina. La figlia di Stilicone Termanzia, che aveva sposato l'Imperatore Onorio, fu ripudiata dal marito, che annullò il matrimonio; la moglie del generale, Serena, fu giustiziata con l'accusa di stare brigando con Alarico, mentre il figlio Eucherio fu giustiziato da sicari inviati da Onorio e Olimpio; tutti i beni di Stilicone furono confiscati e incamerati nello stato, mentre tutti quelli che avessero avuto un qualche legame con il generalissimo subirono torture atroci. In seguito alla presa di potere da parte di Olimpio, che con la nomina a magister officiorum era da poco diventato il primo ministro di Onorio, assunse il controllo dello stato la fazione antibarbarica contraria all'imbarbarimento dell'esercito e alla negoziazione con Alarico: ciò, tuttavia, provocò effetti deleteri per l'Impero, con un indebolimento dell'esercito. Il massacro delle famiglie dei guerrieri mercenari assoldati da Stilicone, attuato dai soldati romani forse sobillati da Olimpio, non fece altro che spingere i suddetti mercenari a disertare e aggregarsi all'esercito di Alarico, chiedendo al re visigoto di vendicare il massacro delle loro famiglie dovuto all'ingratitudine dei Romani. Alarico ebbe così il pretesto per invadere di nuovo l'Italia al fine di ottenere condizioni sempre più favorevoli per i suoi guerrieri mercenari ricattando il governo di Ravenna: Alarico rivendicava in particolare un insediamento permanente all'interno dell'Impero per i suoi guerrieri mercenari e per le famiglie al loro seguito.
Prima di invadere la penisola, decise però di tentare di ottenere per via diplomatica ciò che bramava prima di essere costretto ad impugnare le armi per ottenerlo con la forza. Visto ogni tentativo diplomatico fallire, Alarico decise di invadere l'Italia senza nemmeno attendere l'arrivo delle truppe gotiche alla testa del cognato Ataulfo. Nonostante l'invasione fosse ormai immanente, Olimpio trascurò ogni tentativo di arginarla congedando dall'esercito un generale di grande talento come Saro semplicemente perché di origini gotiche, mentre al contrario affidò le armate a comandanti inetti del calibro di Turpilione, Varane e Vigilanzio. Il risultato fu che Alarico per tre anni devastò la penisola senza trovare esercito che gli si opponesse (se si esclude un'armata di seimila soldati provenienti dalla Dalmazia e quasi immediatamente annientata dall'esercito gotico) riuscendo addirittura nell'impresa di saccheggiare Roma per tre giorni (410). Alarico perì alcuni mesi dopo in Calabria senza essere riuscito nell'impresa di ottenere un insediamento permanente per il suo popolo: ogni tentativo di negoziazione con Onorio (nel corso dei quali Alarico aveva proposto come provincia dove stabilirsi in cambio della pace il Norico) era fallito.
Il suo successore, Ataulfo, portò i Goti in Gallia nel 412, dopo aver devastato per altri due anni l'Italia "come locuste", e portando con sé come ostaggi Galla Placidia, sorella dell'Imperatore, e Prisco Attalo, un patrizio eletto da Alarico come Imperatore fantoccio dei Visigoti salvo poi deporlo. Una pace definitiva con l'Impero arrivò solo nel 415, allorché il nuovo generale di Onorio, Flavio Costanzo, concesse ai Goti di insediarsi in qualità di foederati in Aquitania: in cambio i Goti avrebbero combattuto i Vandali, gli Alani e gli Suebi che avevano occupato militarmente gran parte della Spagna e avrebbero restituito Galla Placidia. Fu comunque solo verso la fine del 418, comunque, che avvenne effettivamente l'insediamento in Aquitania, dopo che i Visigoti avevano passato gran parte del 416, del 417 e del 418 a combattere per conto dell'Impero i Vandali, gli Alani e gli Svevi in Spagna. I Goti ottennero, in base all'hospitalitas, almeno un terzo delle terre e delle abitazioni della regione, e godettero dell'esenzione dalle imposte; il territorio, almeno inizialmente, rimaneva comunque legalmente di proprietà dell'Impero, tanto che per qualche tempo continuarono ad operare nella regione i funzionari civili romani, malgrado l'insediamento dei Visigoti. Nei fatti, comunque, i Visigoti riuscirono, non solo ad ottenere il possesso definitivo delle province da loro occupate, ma persino ad espandere i territori da essi controllati su tutta la Gallia a sud della Loira e su gran parte della Spagna. L'indipendenza completa dall'Impero, ormai praticamente ridotto solo all'Italia e alla Dalmazia, arrivò comunque solo nel 475, appena un anno prima della sua caduta finale.